# Cerchi nell'acqua
Cerchi nell'acqua è il primo EP di Paolo Benvegnù, pubblicato nel 2005.

## Descrizione
Si tratta del primo EP di Benvegnù, dopo che aveva esordito con l'album Piccoli fragilissimi film nel 2004.
Il disco contiene 5 tracce: la versione "radio edit" di Cerchi nell'acqua e altri 4 brani, di cui 3 inediti e una cover. Gli inediti sono Il vento incalcolabile del sud, Rosa Lullaby e Piccoli fragilissimi film; mentre la cover è una struggente rilettura del brano In a manner of speaking dei Tuxedomoon, gruppo alternative rock americano che aveva già collaborato con Benvegnù in occasione di Stazioni Lunari, presso la Stazione Leopolda di Firenze nel 2004.
Nell'EP è presente anche il video d'animazione di Cerchi nell'acqua, realizzato da Cinzia di Felice e Tommaso Cerasuolo, cantante dei Perturbazione.
Il brano Cerchi nell'acqua è composto da Paolo Benvegnù, Massimo Fantoni e Andrea Franchi

## Tracce
1. Cerchi nell'acqua (radio edit) - 4:10
2. Rosa Lullaby - 3:32
3. Il vento incalcolabile del sud - 4:16
4. In a manner of speaking - 3:48
5. Piccoli fragilissimi film - 4:11